# Apsilochorema nosoanhamum
Apsilochorema nosoanhamum är en nattsländeart som beskrevs av Malicky 1978. Apsilochorema nosoanhamum ingår i släktet Apsilochorema och familjen Hydrobiosidae. Inga underarter finns listade i Catalogue of Life.